# Denis Baumgartner
Denis Baumgartner (Skalica, 2 febbraio 1998) è un calciatore slovacco, centrocampista del ViOn Z.M..

## Carriera
Il 29 luglio 2014 viene tesserato dalla Sampdoria, che lo aggrega al proprio settore giovanile. Il 31 agosto 2017 passa in prestito al Livorno, in Serie C. Il 3 luglio 2019 si accorda a parametro zero con il Senica, società slovacca in cui è cresciuto a livello giovanile. Il 3 febbraio 2021 passa allo Skalica.

## Statistiche

### Presenze e reti nei club
Statistiche aggiornate all'11 novembre 2022.
| Stagione        | Squadra             | Campionato      | Campionato | Campionato | Coppe nazionali | Coppe nazionali | Coppe nazionali | Coppe continentali | Coppe continentali | Coppe continentali | Altre coppe | Altre coppe | Altre coppe | Totale | Totale |
| Stagione        | Squadra             | Comp            | Pres       | Reti       | Comp            | Pres            | Reti            | Comp               | Pres               | Reti               | Comp        | Pres        | Reti        | Pres   | Reti   |
| --------------- | ------------------- | --------------- | ---------- | ---------- | --------------- | --------------- | --------------- | ------------------ | ------------------ | ------------------ | ----------- | ----------- | ----------- | ------ | ------ |
| 2017-2018       | Livorno             | C               | 6          | 0          | CI+CI-C         | 0+2             | 0               | -                  | -                  | -                  | SC-C        | 0           | 0           | 8      | 0      |
| 2018-2019       | DAC Dunajská Streda | SL              | 0+1        | 0          | CS              | 0               | 0               | -                  | -                  | -                  | -           | -           | -           | 1      | 0      |
| 2019-2020       | Senica              | SL              | 18         | 0          | CS              | 4               | 1               | -                  | -                  | -                  | -           | -           | -           | 22     | 1      |
| feb.-giu. 2021  | Skalica             | 1L              | 9          | 1          | CS              | 1               | 0               | -                  | -                  | -                  | -           | -           | -           | 10     | 1      |
| 2021-2022       | Skalica             | 1L              | 21         | 6          | CS              | 3               | 1               | -                  | -                  | -                  | -           | -           | -           | 24     | 7      |
| 2022-2023       | Skalica             | SL              | 18         | 1          | CS              | 4               | 3               | -                  | -                  | -                  | -           | -           | -           | 22     | 4      |
| Totale Skalica  | Totale Skalica      | Totale Skalica  | 48         | 8          |                 | 8               | 4               |                    | -                  | -                  |             | -           | -           | 56     | 12     |
| Totale carriera | Totale carriera     | Totale carriera | 73         | 8          |                 | 14              | 5               |                    | -                  | -                  |             | 0           | 0           | 87     | 13     |

## Palmarès

### Club

#### Competizioni nazionali
- Serie C: 1

Livorno: 2017-2018 (Girone A)